# Neriene yani
Neriene yani är en spindelart som beskrevs av Chen och Yin 1999. Neriene yani ingår i släktet Neriene och familjen täckvävarspindlar. Inga underarter finns listade i Catalogue of Life.